# Београдски маратон
Београдски маратон је највећа и најмасовнија спортска манифестација у Србији. Почео је као идеја групе ентузијаста да се обнови трка која се још давне 1912. трчала од Обреновца до Београда. Први маратон је одржан 8. маја 1988. године на иницијативу Ђока Вјештице, новинара радио-станице „Студио Б” и атлетског радника Бране Радовића, брата Душка Радовића и првог уредника „Студија Б“, у организацији града Београда, а дужина стазе је износила 23. km са неколико пролазних циљева. У првој трци су учествовали само домаћи такмичари.
Стаза Другог маратона износила је 46,7 km, са стартом и циљем испред Дома Народне скупштине Републике Србије. Те године се по први пут пријавило неколико маратонаца из других држава.
Сматрајући да је маратон једна од препознатљивости великих светских метропола, Југословенско спортско друштво „Партизан“ 1990. године преузима организацију маратона уз помоћ Града Београда и његових служби, комуналних предузећа и извршних органа, Југословенске народне армије, МУП-а Србије, и бројних спонзора.
Скупштина града Београда септембра 2003. доноси одлуку којим се Београдски маратон проглашава догађајем од посебног значаја за Град Београд.
Београдски маратон је прилагођен свим узрастима и зато се одржава неколико трка:
- Дечји маратон, трка намењена најмлађима
- Трка задовољства, догађај са највећим бројем учесника
- Полумаратон, урађен је по свим светским стандардима, а намењен је озбиљнијој тркачкој популацији
- Маратон, главна трка манифестације, намењен најспремнијим тркачима.

## Траса
Иако се старт и циљ налазе у центру Београда, већи део трасе маратона и полумаратона налази се у Новом Београду, због чега се највећи део маратона трчи по равном терену. Старт свих трка је у Булевару краља Александра; маратон и полумаратон почињу испред Дома Народне скупштине. Траса иде Булеваром краља Александра, затим улицама Бранка Крсмановића, Жичком, краља Николаја II и Макензијевом (у којој се налази највиша тачка трасе) до Трга Славија. Траса Трке задовољства се ту одваја од осталих и иде Улицом краља Милана, до Теразија, где је циљ те трке.
Даље, траса иде Немањином, Балканском и Улицом Гаврила Принципа и преко Бранковог моста у Нови Београд где се, следећа три километра, наставља Булеваром Николе Тесле. Након проласка Улицом 22. октобра, траса полумаратона иде лево, Улицом Александра Дубчека, Булеварима Михајла Пупина, уметности, Зорана Ђинђића и Милутина Миланковића, док траса маратона иде право, Вртларском и Ивићевом, те Тошиним бунаром и Земунском улицом – следећих пет километара. Потом, маратонци кроз Нехруову улицу, те 4,5 km на исток Улицом Јурија Гагарина. Трасе маратона и полумаратона се поново сусрећу на раскрсници Булевара Милутина Миланковића и Улице Милентија Поповића и, километар касније, скрећу десно, у Булевар Михајла Пупина. Полумаратон се наставља преко Бранковог моста, Улицама краљице Наталије, кнеза Милоша и краља Милана, до циља на Теразијама, а траса маратона се одваја лево у Булевар Николе Тесле и прави још један, идентичан круг, након чега иде преко Бранковог моста и, истим путем као и траса полумаратона, до циља на Теразијама.

## Београдски маратон по годинама
Београдски маратон 1988.
Деоница на првом Београдском маратону била је дуга 23 km, а учествовали су само домаћи такмичари. У мушкој конкуренцији победио је Рифат Зилкић са временом 1:09,02, а у конкуренцији жена Радиславка Рачић.
Београдски маратон 1989.
Следећи маратон је био двоструко дужи, тако да је стаза износила 46,7 km, а први пут учествовало је и неколико такмичара из иностранства. 1989. У мушкој конкуренцији победио је Драган Исаиловић са временом 2:34,48, а у конкуренцији жена Сузана Ћирић са временом 3:03,21.
Београдски маратон 1990.
Београдски маратон је 1990. године одржан 5. маја. Ово је био трећи по реду Београдски маратон, а први на коме је стаза имала праву маратонску дужину од 42 km и 195 метара. Организацију маратона преузима ЈСД Партизан и поверава је пословној јединици у оквиру Агенције Партизан. У јануару у Београд долази Фред Либоу, председник AIMSа, директор Њујоршког маратона и председник Њујоршког тркачког клуба (NYRRC) и даје значајан допринос прве праве маратонске трке Београдског маратона. Трасирана је и измерена нова (данашња) стаза за коју је добијен сертификат. Тада је Београдски маратон постао члан AIMSа. На маратону су учествовали такмичари из петнаестак земаља. Победници су били такмичар из Кеније Џозеф Нзау са временом од два сата 19 минута и 32 секунде и Југословенка Сузана Ћирић са временом од два сата 45 минута и 9 секунди. Тада су уз маратонску трку у програм уврштени и полумаратон и „Трка задовољства“ на 5.000 метара.
Београдски маратон 1991.
Четврти по реду Београдски маратон је 1991. године одржан 4. маја. На маратону је учествовало око 200 страних такмичара. Победник и нови рекорд стазе у мушкој конкуренцији био је Танзанијац Агапијус Масонг који је стазу претрчао за два сата 16 минута и 23 секунде. Победница женског маратона је била Карла Малисова из Чехословачке са временом од два сата 47 минута и 10 секунди. Те године је из САД, као промотер трке, дошао светски рекордер у скоку удаљ Боб Бимон.
Београдски маратон 1992.
Пети по реду Београдски маратон је 1992. године одржан 25. априла у тешким условима због ратног окружења. Победник и нови рекордер стазе у мушкој конкуренцији био је Николас Ниенгераи из Зимбабвеа који је претрчао маратон за два сата 16 минута и 7 секунди. У женској конкуренцији победница је била Гарифа Блаизанова из Казахстана са временом од два сата 45 минута и 12 секунди. Те године је остварена добра сарадња са Скупштином Града Београда као покровитељем манифестације. Успех маратона је те године довео до формирања предузећа Београдски маратон д. о. о.
Београдски маратон 1993.
Шести по реду Београдски маратон је 1993. године одржан 24. априла. Ове године је по први пут одржан Дечји маратон на Теразијама у центру Београда. Учесници маратонске трке су, због санкција и блокаде земље, дочекивани на аеродромима у суседним земљама и довожени у Београд. Подршку Београдском маратону је пружио цео маратонски покрет а његов оснивач Фред Либоу је и сам дошао је у Београд и претрчао полумаратон иако је неколико месеци раније имао тешку операцију. Победник у мушкој конкуренцији био је Кенијац Јакоб Нгунзу са временом од два сата 16 минута и 9 секунди, док је у женској конкуренцији победила Сузана Ћирић која је поправила сопствени рекорд стазе на два сата 40 минута и 27 секунди. 
Београдски маратон 1994.
Седми по реду Београдски маратон је 1994. године одржан 23. априла. Ове године је потписан десетогодишњи уговор о насловном спонзорству са „Соко Штарком” и седми маратон је одржан под називом „Београдски Соко Штарк маратон”. Рекорде стазе поставили су Украјинац Владимир Буханов са временом од два сата 12 минута и 17 секунди и Румунка Кристина Помаку са два сата 33 минута и 7 секунди. Другу годину узастопно учесници трке превожени су са аеродрома у Будимпешти, Темишвару, Букурешту и Софији путничким колима и комбијима у Београд због санкција. Крајем године на Конгресу AIMS-а у Макау, директор Београдског маратона Дејан Николић је изабран у Борд директора AIMS-а.
Београдски маратон 1995.
Осми по реду Београдски маратон је 1995. године одржан 22. априла. Ове године су по први пут победницима маратона у мушкој и женској конкуренцији додељени трофеји „Фред Либоу”. Освојили су их Белорус Владимир Котов са временом од два сата и 14 минута у мушкој конкуренцији и Пољакиња Изабела Заторска са временом од два сата 40 минута и 27 секунди. Упркос медијској и економској блокади „Београдски маратон” је закључио први међународни спонзорски уговор са јапанском компанијом ASICS. Дечји маратон се преселио у Београдски зоолошки врт, а у квалификацијама је трчало преко 20.000 малишана. Успех маратона потврђен је освајањем „Туристичког цвета” Туристичке организације Србије. Са РТС-ом и Војском Југославије реализован је први и једини директан ТВ пренос једне маратонске трке у СРЈ.
Београдски маратон 1996.
Девети по реду Београдски маратон је 1996. године одржан 20. априла. Ове године је склопљен вишегодишњи уговор са Компанијом Најке. У мушкој конкуренцији побеђује Ахмед Салах из Џибутија са временом од два сата 14 минута и 15 секунди. У женској конкуренцији поново је победила Пољакиња Изабела Заторска са временом од два сата 36 минута и 51 секунду. На деветом Београдском маратону је хуманитарним акцијама прикупљено робе и средстава вредних око 50.000 долара за УНИЦЕФ Југославија. На јесен је организована прва „Београдска трка кроз историју”, а освојена је повеља „Буди добар и покажи то другима” Пословне школе за јавне односе.
Београдски маратон 1997.
Десети по реду Београдски маратон је 1997. године одржан 19. априла. Пошто је насловни спонзор променио назив, име трке је први пут било „Београдски Штарк маратон”. Победници су били Ирина Богачева из Киргизије са временом од два сата 34 минута и 51 секунду и Кенијац Џосфат Ндети који је стазу претрчао за два сата 13 минута и 38 секунди.
Београдски маратон 1998.
Једанаести по реду Београдски маратон је 1998. године одржан 25. априла. Рекорд стазе у женској конкуренцији је поставила Ирина Богачева са временом од два сата 32 минута и 7 секунди, а у мушкој конкуренцији победио је Кенијац Рубен Чеботич. Промотер маратона је био Италијан Ђелиндо Бордин. Ове године је по други пут освојена повеља „Буди добар и покажи то другима” Пословне школе за јавне односе. У сарадњи са Скупштином града Београда организован је велики концерт сер Боба Гелдофа.
Београдски маратон 1999.
Дванаести по реду Београдски маратон је 1999. године одржан 17. априла. Маратон је одржан под слоганом „Зауставите рат – трчите светом”. То је био први маратон на свету у условима ратног стања, иако се због бомбардовања одустало свих програма. Без позива у Београд су дошли тркачи из седам земаља, као и многобројни пријатељи ове манифестације из иностранства па је одржана манифестациона маратонска трка у којој је 39 маратонаца сложно претрчало целу стазу за 3 сата и 17 минута ушавши заједно у циљ високо подигнутих руку. То је био први и једини маратон у ком су сви учесници били победници. У „Трци задовољства” учествовало је око 15.000 људи, а полумаратон није одржан. Истог дана у 21 руском граду одржани су локални „Београдски Штарк маратони” у знак солидарности са београдским маратонцима.
Београдски маратон 2000.
Тринаести по реду Београдски маратон је 2000. године одржан 22. априла. Маратон је поново био такмичарски. Нови победник у мушкој конкуренцији је био Табисо Мокали из Лесотоа који је стазу претрчао за 2 сата 15 минута и 8 секунди. У женској конкуренцији победила је Румунка Кристина Помаку са временом од 2 сата 36 минута и 54 секунди.
Београдски маратон 2001.
Четрнаести по реду Београдски маратон је 2001. године одржан 21. априла. Румунка Кристина Помаку поставила је нови рекорд стазе спустивши га испод границе од два и по сата са временом од 2 сата 29 минута и 44 секунди. У мушкој конкуренцији победио је Млулеки Нобанда из Јужноафричке Републике са временом од 2 сата 15 минута и 11 секунди. Велики успех забележен је хуманитарном акцијом „Трчим за децу” у којој је зарађено 450.000 , које су уплаћене Министарству за социјална питања Републике Србије. Жуте мајице са поменутим слоганом су постале заштитни знак „Трке задовољства” и целог маратона. Потписан је протокол о сарадњи са Туристичком организацијом Београда.
Београдски маратон 2002.
Петнаести по реду Београдски маратон је 2002. године одржан 20. априла. Организацију приредбе која је добила назив „Маратон над Београдом” (уговор са „Штарком” је суспендован) преузела је Скупштина Града Београда, а Београдски маратон д. о. о. био је само технички организатор (око 80% целокупне организације). Стаза маратонске трке је делимично промењена. Победник у мушкој конкуренцији је био Кенијац Џефри Кинјуа са временом од 2 сата 18 минута и 48 секунди. У женској конкуренцији победник је била Родика Чирита из Румуније која је стазу претрчала за 2 сата 40 минута и 55 секунди.
Београдски маратон 2003.
Шеснаести по реду Београдски маратон је 2003. године одржан 18. октобра. Маратон је померен из априла за октобар и одржан је заједно са уличном трком „Велика награда Београда” у организацији Скупштине града Београда, без учешћа предузећа Београдски маратон д. о. о. Полумаратон је добио нову стазу. Победници су били Кенијац Бенсон Огато са временом од 2 сата 14 минута и 48 секунди и Рускиња Жана Малкова са временом од 2 сата 40 минута и 24 секунде.
Београдски маратон 2004.
Седамнаести по реду Београдски маратон је 2004. године одржан 24. априла. Маратон је опет одржан у априлу, али по други пут на измењеној стази. Победник у мушкој конкуренцији је био Кристофер Њунгунда из Танзаније са временом од 2 сата 12 минута и 53 секунде. У женској конкуренцији је победила Роуз Нјангача из Кеније.
Београдски маратон 2005.
Осамнаести по реду Београдски маратон је 2005. године одржан 23. априла. Предузеће Београдски маратон д. о. о. је, на основу уговора са Скупштином града Београда поново преузело организацију маратона. Склопљен је уговор о насловном спонзорству са „Делта спортом” а маратон је добио име „Београдски Делта спорт маратон”. Обновљена је сарадња са „Штарком”, овог пута у организацији дечјег маратона који ће се убудуће звати „Дечји Смоки маратон”, по производу ове компаније. Такође је и започет процес повратка у AIMS, а маратон и полумаратон су враћени на старе стазе. Победници су били Медекса Дерба Бададе из Етиопије са временом од 2 сата 12 минута и 10 секунди и Инге Абитова из Русије са временом од два сата 38 минута и 20 секунди.
Београдски маратон 2006.
Деветнаести по реду Београдски маратон је 2006. године одржан 22. априла. Карл Луис је био промотер овог маратона. Маратон има новог насловног спонзора и добија име „Београдски Банка Интеза маратон”. Први пут користиће се чипови за мерење резултата, награде и бонуси су повећани, а Београдски маратон је пуноправни члан AIMSа. „Дечји Смоки Маратон” добио је трајну акцију „Почнимо са спортом”. Победник у мушкој конкуренцији је био Јафет Косгеи из Кеније који је стазу претрчао за 2 сата 10 минута и 54 секунде и који је поставио нов рекорд стазе. У женској конкуренцији је победила Галина Карнацевич из Белорусије са временом од 2 сата 34 минута и 35 секунди.
Београдски маратон 2007.
Београдски маратон је 2007. године одржан 21. априла. Главни спонзор маратона је била банка Интеза и маратон је одржан под називом „Банка Интеза маратон“. Ово је био 20 по реду Београдски маратон. Промотер маратона је био светски рекордер у скоку у даљ Мајк Пауел.
У мушкој маратонској трци учествовало је 111 атлетичара из Србије и 99 из иностранства. Прва три места су освојили такмичари из Кеније. Прво место је освојио кенијски атлетичар Џон Малуни са временом од два сата, 11 минута и 53 секунде. За освојено 1. место Малуни је добио 9.000 евра. Друго место заузео је Кенијац, Николас Челимо са временом од два сата, 11 минута и 50 секунди, док је трећи био Џон Кјоко, који је стазу претрчао за два сата, 13 минута и 30 секунди. 
У женској маратонској трци учествовало је десет такмичарки из Србије и 14 из иностранства. Прво место је освојила српска атлетичарка Оливера Јевтић која је добила награду од 5.000 евра пошто је 42 km и 195 метара претрчала за два сата, 35 минута и 46 секунди. Такође Оливера је добила и премију од 2.500 евра „Делта генерали осигурања” за најбољи домаћи резултат у историји београдског маратона и 140.000 динара за титулу првака Србије. Друго место је заузела Рускиња Оксана Кузминчева, која је претрчала стазу за два сата, 37 минута и 41 секунду, док је трећа била Рускиња Јелена Кожевникова, са временом два сата, 38 минута и 14 секунди.
Награда за победу у полумаратонској трци је износила 1.000 евра.
Прво место на мушком полумаратону освојио је српски атлетичар из Републике Српске Ђуро Коџо који је стазу истрчао за један сат, шест минута и 37 секунди. Друго место освојио је српски атлетичар Драган Пандуревић са временом од један сат, 14 минута и 53 секунди, док је треће место заузео српски атлетичар Синиша Марчетић из Република Српска, који је стазу претрчао за један сат, 15 минута и 26 секунди.
У женском полумаратону учествовало је 90 такмичарки из Србије и 24 из иностранства. Прво место је освојила кенијска атлетичарка Оала Кимајо која је стазу истрчала за један сат, 15 минута и 26 секунди. Друго место освојила је победница из 2006. године, српска атлетичарка Ана Суботић са временом од један сат, 16 минута и 5 секунди, док је треће место освојила Словенка Матејка Шуштаршич, која је на циљ стигла за један сат, 23 минута и 58 секунди.
У Трци задовољства учествовало је око 25.000 људи.
Стартни знак за почетак трке дали су Мајк Пауел, Боб Бимон и заменица градоначелника Београда Радмила Хрустановић.
Београдски маратон 2008.
Београдски маратон је 2008. године одржан 19. априла. Главни спонзор маратона је била банка Интеза и маратон је одржан под називом „Банка Интеза маратон“. Ово је био 21. по реду Београдски маратон. Ове године оборени су рекорди стазе у мушком и женском полумаратону. Победници у мушкој и женској конкуренцији су добили по 5.000 евра. Промотор маратона био је светски рекордер на 800 метара и троструки светски првак Вилсон Кипкетер. На 21. Београдски маратон је донет маратонски пламен. Ово је први пут у Европи да се маратонски пламен појавио ван граница Грчке, а други пут у Свету (пре Београда појавио се само у кинеском граду Ксијамену, 4. јануара)
Победник у мушкој маратонској трци је био Вилијам Квамбаји Кипчумба који је истрчао стазу за два сата, 14 минута и три секунде. Други је био Џонатон Кипсанија са временом од 2 сата, 16 минута и 14 секунди, а трећи Виктор Мангушо Роберт са временом 2 сата 16 минута 47 секунди. Сва тројица су из Кеније.
У женској маратонској трци победила је Наталија Чаткина из Белорусије која је стазу претрчала за 2 сата 46 минута и 24 секунде. Друго место је освојила Џелимо Мерси Ту, са временом од два сата 57 минута и 24 секунде, док је трећа била Џејн Џесанг Косгеи са временом од два сата, 57 минута и 46 секунди. Другопласирана и трећепласирана такмичарка су из Кеније.
У мушкој полумаратонској трци победио је Вили Карику Мванги из Кеније. Он је стазу истрчао за један сат, два минута и 51 секунду и тиме је оборио рекорд стазе. Друго и треће место су такође освојили Кенијци. Други је био Мутинола Морис Мустиоки са временом 1:04,17, док је трећи био, Давид Моилу са временом 1:05,37, Пети је био Ђуро Коџо из Републике Српске са временом 1:07,23, Шесто место је освојио Предраг Младеновић из Србије претрчавши стазу са временом 1:08,14 и тако поставио рекорд Београдског полумаратона за атлетичаре из Србије.
У женском полумаратону победила Оливера Јевтић из Србије која је стазу претрчала за један сат, 11 минута и 41 секунду. Овим резултатом оборила је претходни рекорд стазе. Друго место је освојила Луција Кимани из Босне и Херцеговине са временом 1 сат, 14 минута и 38 секунди, док је трећа место освојила Данијела Бараћ из Србије са временом од 1 сат, 34 минута и 5 секунди.
Београдски маратон 2009.
Кенијац Виктор Киплагат Киген је славио на Београдском маратону 2009. Он је маратон истрчао за два сата, 13 минута и 28 секунди. Друго место заузео је његов земљак Сисвестер Чеби Кипјего у времену 2:14,25, а треће такође Кенијац Џулијус Корир Киплгејт резултатом 2:14,28. У женској конкуренцији Ана Џемкебој Косгеи је истрчала маратон за два сата, 34 минута и 51 секунду. Друго место заузела је Литванка Раза Драздаускаите у времену 2:34,59 х, док је трећа кроз циљ прошла атлетичарка из Шпаније Марија Руис после 2:49,32 часа.
Београдски маратон 2010.
Београдски маратон је 2010. године одржан 18. априла. Кенијски атлетичар Џонстон Кибет Мајо је био победник у мушкој конкуренцији. Он је маратонску стазу истрчао за два сата, 16 минута и 23 секунди. Кенијски атлетичари су потврдили своју доминацију освојивши пет првих места. Друго место освојио је Фени Кипкорир Кибет са 2:18,15, док је трећи кроз циљ поршао Пол Ломон Лопио са 2:18,19. Четврто место освојио је Семи Кибет Родих са 2:19,29, а пето Виктор Кипроно Кимели са 2:20.25.
И у женској конкуренцији опет тријумф Кеније. Атлетичарка из Кеније Хелен Вањику Муго тријумфовала је у времену од два сата, 41 минута и 19 секунди. Друго место освојила је Белорускиња Волха Рецкаја са 2:53,57, а трећа је била Нежа Мравље из Словеније са 2:59,30.
Белорус Степан Раховцов победио је у полумаратону у мушкој конкуренцији са временом 1:05:24. Други је био Кенијац Менгис Никсон Кипхофгеј са 1:07:50, а трећепласирани је Србин Мирослав Комарчевић са временом 1:10:24.
У женском полумаратону на 23. Београдском маратону, победила је Оливера Јевтић из Србије која је стазу претрчала за један сат, 13 минута и 13 секунди. Ово је Оливери била седма победа од укупно осам учешћа на маратону.
Ове године, после дуже паузе, враћене су медаље за полумаратонце, а по први пут су били организовани и пејсмејкери (маркери или зечеви) за рекреативне тркаче. Још једна новина на 23. Београдском маратону биле су и окрепне станице са воћем и шећером, за разлику од прошлих година када су тркачи и тркачице могли да се окрепе искључиво водом.
Београдски маратон 2020.
Маратон је одложен због пандемије ковида 19 па је на јесен одржан "виртуелни маратон".

## Победници
| Датум             | Име тркача                           | Држава                               | Победничко време                     |                                      |
| ----------------- | ------------------------------------ | ------------------------------------ | ------------------------------------ | ------------------------------------ |
| 23. април 2023.   | Страхиња Мареш                       | Србија                               | 2:14:28                              |                                      |
| 15. мај 2022.     | Мулгта Бирхану Фејиса                | Етиопија                             | 2:12:57                              |                                      |
| 6. јун 2021.      | Силвију Стоика                       | Румунија                             | 2:34:43                              |                                      |
| 2020.             | одложено због пандемије              | одложено због пандемије              | одложено због пандемије              | одложено због пандемије              |
| 14. април 2019.   | Исак Кипроп                          | Кенија                               | 2:16:54                              |                                      |
| 21. април 2018.   | Кристијан Стошић                     | Србија                               | 2:45:23                              |                                      |
| 22. април 2017.   | Стивен Кипнгетич Катам               | Кенија                               | 2:21:12                              |                                      |
| 3. мај 2016.      | Роп Абел Кибет                       | Кенија                               | 2:23:58                              |                                      |
| 18. април 2015.   | Силац Кипнгетих Санг                 | Кенија                               | 2:14:41                              |                                      |
| 27. април 2014.   | Кипкорир Талам Бенард                | Кенија                               | 2:14:35                              |                                      |
| 21. април 2013.   | Едвин Киплагат Китум                 | Кенија                               | 2:19:34                              |                                      |
| 22. април 2012.   | Џејмс Киптум Бармасаи                | Кенија                               | 2:16:01                              |                                      |
| 10. maj 2011.     | Реда Гебреселасије Цегаје            | Етиопија                             | 2:14:41                              |                                      |
| 18. април 2010.   | Џонстон Кибет Мајо                   | Кенија                               | 2:16:23                              |                                      |
| 18. април 2009.   | Виктор Киплагат Киген                | Кенија                               | 2:13:28                              |                                      |
| 19. април 2008.   | Вилијам Квамбаји Кипчумба            | Кенија                               | 2:14:03                              |                                      |
| 21. април 2007.   | Џон Малуни                           | Кенија                               | 2:11:53                              |                                      |
| 22. април 2006.   | Јафет Косгеи                         | Кенија                               | 2:10:54                              |                                      |
| 23. април 2005.   | Медекса Дерба Бададе                 | Етиопија                             | 2:12:10                              |                                      |
| 24. април 2004.   | Кристофер Изегве                     | Танзанија                            | 2:12:53                              |                                      |
| 18. октобар 2003. | Бенсон Огато                         | Кенија                               | 2:14:48                              |                                      |
| 20. април 2002.   | Џефри Кинјуа                         | Кенија                               | 2:18:48                              |                                      |
| 21. април 2001.   | Млулеки Нобанда                      | Јужна Африка                         | 2:15:11                              |                                      |
| 22. април 2000.   | Табисо Могали                        | Лесото                               | 2:15:08                              |                                      |
| 17. април 1999    | Трка отказана због НАТО бомбардовања | Трка отказана због НАТО бомбардовања | Трка отказана због НАТО бомбардовања | Трка отказана због НАТО бомбардовања |
| 25. април 1998.   | Реубен Чебутич                       | Кенија                               | 2:12:51                              |                                      |
| 19. април 1997.   | Јосефат Ндети                        | Кенија                               | 2:13:38                              |                                      |
| 20. април 1996.   | Ахмед Салах                          | Џибути                               | 2:14:15                              |                                      |
| 22. април 1995.   | Владимир Котов                       | Белорусија                           | 2:14:00                              |                                      |
| 23. април 1994.   | Владимир Буканов                     | Украјина                             | 2:12:28                              |                                      |
| 24. април 1993.   | Јакоб Нгунзу                         | Кенија                               | 2:16:09                              |                                      |
| 25. април 1992.   | Николас Нјенгераи                    | Зимбабве                             | 2:16:07                              |                                      |
| 4. мај 1991.      | Агапијус Масонг                      | Танзанија                            | 2:16:23                              |                                      |
| 5. мај 1990.      | Јозеф Нзау                           | Кенија                               | 2:19:32                              |                                      |

## Победнице
| Година            | Име тркачице                     | Држава                  | Победничко време        |                         |
| ----------------- | -------------------------------- | ----------------------- | ----------------------- | ----------------------- |
| 23. април 2023.   | Гамеда Фејне Гудето              | Етиопија                | 2:30:30                 |                         |
| 15. мај 2022.     | Тседал Чеколе                    | Етиопија                | 2:34:00                 |                         |
| 6. јун 2021.      | Невена Јовановић                 | Србија                  | 3:12:27                 |                         |
| 2020.             | одложено због пандемије          | одложено због пандемије | одложено због пандемије | одложено због пандемије |
| 14. април 2019.   | Џудит Ђептум                     | Кенија                  | 2:45:04                 |                         |
| 21. април 2018.   | Нора Тркља                       | Србија                  | 3:08:45                 |                         |
| 22. април 2017.   | Оливера Јевтић                   | Србија                  | 2:37:59                 |                         |
| 24. април 2010.   | Хелен Вањику Муго                | Кенија                  | 2:41:19                 |                         |
| 24. април 2009.   | Ана Џемкебој Косгеи              | Кенија                  | 2:34:51                 |                         |
| 19. април 2008.   | Наталија Чаткина                 | Белорусија              | 2:46:24                 |                         |
| 21. април 2007.   | Оливера Јевтић                   | Србија                  | 2:37:41                 |                         |
| 22. април 2006.   | Галина Карнацевич                | Белорусија              | 2:34:35                 |                         |
| 23. април 2005.   | Инга Абитова                     | Русија                  | 2:38:20                 |                         |
| 24. април 2004.   | Роуз Нјангача                    | Кенија                  | 2:35:55                 |                         |
| 18. октобар 2003. | Жана Малкова                     | Русија                  | 2:40:24                 |                         |
| 20. април 2002.   | Родика Чирита                    | Румунија                | 2:40:55                 |                         |
| 21. април 2001.   | Кристина Помаку                  | Румунија                | 2:29:44                 |                         |
| 22. април 2000.   | Кристина Помаку                  | Румунија                | 2:36:54                 |                         |
| 17. април 1999.   | Трка отказана због НАТО агресије | –                       | –                       |                         |
| 25. април 1998.   | Ирина Богачева                   | Киргистан               | 2:32:07                 |                         |
| 19. април 1997.   | Ирина Богачева                   | Киргистан               | 2:34:57                 |                         |
| 20. април 1996.   | Изабела Заторска                 | Пољска                  | 2:36:51                 |                         |
| 22. април 1995.   | Изабела Заторска                 | Пољска                  | 2:40:27                 |                         |
| 23. април 1994.   | Кристина Помаку                  | Румунија                | 2:33:08                 |                         |
| 24. април 1993.   | Сузана Ћирић                     | СР Југославија          | 2:40:27                 |                         |
| 25. април 1992.   | Гарифа Блаизанова                | Казахстан               | 2:45:12                 |                         |
| 4. мај 1991.      | Карла Малисова                   | Чешка                   | 2:47:10                 |                         |
| 5. мај 1990.      | Сузана Ћирић                     | Југославија             | 2:45:09                 |                         |

## Рекордери стазе
Мушки маратон
| Година | Име тркача           | Држава    | Победничко време |
| ------ | -------------------- | --------- | ---------------- |
| 1990.  | Јозеф Нзау           | Кенија    | 2:19:32          |
| 1991.  | Агапијус Масонг      | Танзанија | 2:16:20          |
| 1992.  | Николас Нјенгераи    | Зимбабве  | 2:16:07          |
| 1994.  | Владимир Буканов     | Украјина  | 2:12:27          |
| 2005.  | Медекса Дерба Бададе | Етиопија  | 2:12:10          |
| 2006.  | Јафет Косгеи         | Кенија    | 2:10:54          |

Женски маратон
| Година | Име тркачице    | Држава         | Победничко време |
| ------ | --------------- | -------------- | ---------------- |
| 1990.  | Сузана Ћирић    | Југославија    | 2:45:09          |
| 1993.  | Сузана Ћирић    | СР Југославија | 2:40:27          |
| 1994.  | Кристина Помаку | Румунија       | 2:33:08          |
| 1998.  | Ирина Богачева  | Киргистан      | 2:32:07          |
| 2001.  | Кристина Помаку | Румунија       | 2:29:44          |

Мушки полумаратон
| Година | Име тркача         | Држава         | Победничко време |
| ------ | ------------------ | -------------- | ---------------- |
| 2000.  | Драгослав Прпа     | СР Југославија | 1:08:47          |
| 2001.  | Јарослав Мушински  | Молдавија      | 1:07:01          |
| 2002.  | Јарослав Мушински  | Молдавија      | 1:06:05          |
| 2005.  | Сами Карања        | Кенија         | 1:03:28          |
| 2008.  | Вили Карику Мванги | Кенија         | 1:02:51          |

Женски полумаратон
| Година | Име тркачице   | Држава         | Победничко време |
| ------ | -------------- | -------------- | ---------------- |
| 2000.  | Оливера Јевтић | СР Југославија | 1:12:36          |
| 2008.  | Оливера Јевтић | Србија         | 1:11:41          |